# Mats Näslund
Mats Näslund (ur. 31 października 1959 w Sundsvall) – szwedzki hokeista, reprezentant Szwecji, trzykrotny olimpijczyk.
Jego nieżyjący ojciec Torsten (ur. 1919) był, a syn Robert (ur. 1985) jest hokeistą. Ponadto hokeistami byli jego kuzyni Håkan Pettersson (ur. 1949) i Stefan Pettersson (ur. 1950).

## Kariera
- Medelpad (1974-1976)
- Timrå IK (1976-1978)
- Brynäs IF (1978-1982)
- Montréal Canadiens (1982-1990)
- HC Lugano (1990-1991)
- Malmö IF (1991-1994)
- Boston Bruins (1994-1995)

Wychowanek klubu Timrå. W lidze NHL rozegrał łącznie 753 spotkania. Wybrany w draftcie z 37 numerem przez Montreal Canadiens, w której to drużynie spędził 8 sezonów. W 1986 zdobył z Montrealem Puchar Stanleya. W 1990 roku wrócił do Europy. Grał przez jeden sezon w Szwajcarii oraz trzy następne w Szwecji. W 1994 powrócił ponownie do NHL, gdzie występował przez jeden sezon – już bez większych sukcesów – w drużynie Boston Bruins.
Uczestniczył w turniejach Mistrzostw Świata w 1979, 1981, 1982, 1983, 1991, na Zimowych Igrzyskach Olimpijskich 1980, 1992, 1994 oraz Canada Cup 1984, 1987, 1991.
W 1991 zdobył wraz z drużyną narodową tytuł mistrza świata w hokeju na lodzie, natomiast na Igrzyskach Olimpijskich w 1994 wywalczył złoty medal, tym samym stając się członkiem Triple Gold Clubu.
Po zakończeniu kariery trener hokejowy. W latach 2005–2010 był asystentem menedżera generalnego w reprezentacji Szwecji.

## Sukcesy
Reprezentacyjne
- Złoty medal mistrzostw świata juniorów do lat 18: 1977
- Srebrny medal mistrzostw Świata Juniorów do lat 20: 1978
- Brązowy medal mistrzostw Świata Juniorów do lat 20: 1979
- Brązowy medal mistrzostw świata: 1979
- Brązowy medal igrzysk olimpijskich: 1980
- Srebrny medal mistrzostw świata: 1981
- Srebrny medal Canada Cup: 1984
- Złoty medal mistrzostw świata: 1991
- Złoty medal igrzysk olimpijskich: 1994

Klubowe
- Srebrny medal TV-Pucken: 1975 z Medelpad
- Złoty medal mistrzostw Szwecji: 1980 z Brynäs, 1992, 1994
- Puchar Stanleya: 1986 z Montréal Canadiens
- Mistrzostwo Konferencji NHL: 1986, 1989 z Montréal Canadiens
- Mistrzostwo Dywizji NHL: 1985, 1988, 1989 z Montréal Canadiens

Indywidualne
- Sven Tumbas Stipendium - najlepszy napastnik TV-Pucken: 1976
- Årets Junior - najlepszy szwedzki junior sezonu: 1977
- Mistrzostwa świata juniorów do lat 20:
  - Skład gwiazd turnieju
- Elitserien 1979/1980:
  - Guldpucken - nagroda dla najlepszego zawodnika sezonu
- Elitserien 1980/1981:
  - Pierwsze miejsce w klasyfikacji asystentów
  - Pierwsze miejsce w klasyfikacji kanadyjskiej
- NHL (1982/1983):
  - NHL All-Rookie Team
- NHL (1984/1985):
  - Viking Award - Najbardziej Wartościowy Zawodnik (MVP) szwedzki zawodnik
- NHL (1985/1986):
  - Viking Award - Najbardziej Wartościowy Zawodnik (MVP) szwedzki zawodnik
  - Drugi skład gwiazd
- NHL (1987/1988):
  - Lady Byng Memorial Trophy
- Hokej na lodzie na Zimowych Igrzyskach Olimpijskich 1994:
  - Skład gwiazd turnieju

Wyróżnienia
- Triple Gold Club: 1994
- Galeria Sławy szwedzkiego hokeja na lodzie
- Galeria Sławy IIHF: 2005

## Statystyki NHL
| Sezon        | Wiek | Drużyna            | Mecze | Gole | Asysty | Punkty | Kary w min. |
| ------------ | ---- | ------------------ | ----- | ---- | ------ | ------ | ----------- |
| 1982–1983    | 23   | Montreal Canadiens | 74    | 26   | 45     | 71     | 10          |
| 1983–1984    | 24   | Montreal Canadiens | 77    | 29   | 35     | 64     | 4           |
| 1984–1985    | 25   | Montreal Canadiens | 80    | 42   | 37     | 79     | 14          |
| 1985–1986    | 26   | Montreal Canadiens | 80    | 43   | 67     | 110    | 16          |
| 1986–1987    | 27   | Montreal Canadiens | 79    | 25   | 55     | 80     | 16          |
| 1987–1988    | 28   | Montreal Canadiens | 78    | 24   | 59     | 83     | 14          |
| 1988–1989    | 29   | Montreal Canadiens | 77    | 33   | 51     | 84     | 14          |
| 1989–1990    | 30   | Montreal Canadiens | 72    | 21   | 20     | 41     | 19          |
| 1994–1995    | 35   | Boston Bruins      | 34    | 8    | 14     | 22     | 4           |
| Podsumowanie |      |                    | 651   | 251  | 383    | 634    | 111         |
| Play-off     |      |                    | 102   | 35   | 57     | 92     | 33          |